# Guy A. Lepage
 (octobre 2015).
Si vous disposez d'ouvrages ou d'articles de référence ou si vous connaissez des sites web de qualité traitant du thème abordé ici, merci de compléter l'article en donnant les références utiles à sa vérifiabilité et en les liant à la section « Notes et références ».
Pour les articles homonymes, voir Lepage.
Guy A. Lepage, de son nom complet Guy Antoine Lepage, né le 30 août 1960 à Montréal, est un animateur, acteur, humoriste, scénariste, réalisateur et producteur québécois. Depuis 2004, il est surtout connu pour l'animation de la version québécoise de l'émission Tout le monde en parle. Auparavant, il a fait partie du groupe humoristique québécois Rock et Belles Oreilles et était l'acteur masculin principal de la série québécoise Un gars, une fille, dont il est le créateur et dont le concept a été exporté internationalement.

## Biographie
Il fréquente l'école secondaire Antoine-de-Saint-Exupéry dans sa ville natale. Il est devenu une figure importante du spectacle au Québec en participant au groupe humoristique Rock et Belles Oreilles (RBO), qui a fait ses débuts à la radio étudiante de l'UQAM, dont il reçoit un diplôme en communication en 1983.
De 1997 à 2003, il s'est attelé à créer des saynètes pour la série télévisée Un gars, une fille, tout en se donnant le principal rôle masculin. Lorsque cette série a connu un important succès populaire, il se concentre sur la production, en continuant à tenir le principal rôle masculin de la série. En 2014, au MIPTV, The Wit (organisation recensant les données de nombreuses entreprises de l'industrie télévisuelle) couronne la série du titre du meilleur format fiction de l'histoire de la télévision internationale[source secondaire souhaitée]. 
Depuis 2004, il est l'animateur de l'émission Tout le monde en parle, une version québécoise de l'émission française animée par Thierry Ardisson. Il participe aussi à la scénarisation et coproduit cette émission. Il s'est mérité douze prix gémeaux grâce à son implication au sein de cette émission depuis maintenant vingt ans. En septembre 2023, il entame la vingtième saison de ce Talkshow toujours aussi populaire, tant d'années plus tard.
En 2010, il joue aux côtés de Rachid Badouri dans la comédie québécoise L'Appât. Ce film remporte plus de 5 millions de dollars au box-office.
Lepage était le conjoint de la directrice de l'École nationale de l'humour, Louise Richer, de 1985 à 2005.  
Il s'est marié le 16 juin 2018 avec Mélanie Campeau, qui a donné naissance à leur fille, Béatrice, en février 2010 et à leur fils, Thomas, au mois d'août 2014.
Il est athée,.

## Filmographie

### Cinéma
- 2004 : Camping Sauvage (producteur au contenu, coréalisateur, conseiller à la scénarisation et premier rôle) - Pierre-Louis Cinq-Mars/Marcel Paquette
- 2007 : Lucky Luke: Tous à l'Ouest, Dessin animé de Olivier Jean-Marie (Doublage de plusieurs personnages dont William Dalton et Monsieur Crook)
- 2010 : L'appât (Acteur et un des premiers rôles) - Prudent Poirier
- 2012 : L'Empire Bo$$é (Premier rôle et producteur au contenu)

### Télévision
- 1995 - 1996 : Besoin d'amour (TQS) (animateur, auteur, concepteur)
- 1996 : Bye Bye 96 (auteur, comédien)
- 1997 : Surprise sur prise - Spécial Guy A. Lepage (concepteur, comédien)
- 1997 : Les Parlementeries 3 (metteur en scène, scripteur-éditeur, scripteur en collaboration avec Jean-Pierre Plante, comédien)
- 1999 : Catherine : Guy saison 1, épisode 8
- 2004 - présent : Tout le monde en parle (animateur, scripteur et coproducteur)
- 2004 : Gala de l'ADISQ (animateur, scripteur en collaboration avec André Ducharme)
- 2005 : Gala de l'ADISQ (animateur, scripteur en collaboration avec André Ducharme)
- 2013 : Qui êtes-vous ? (artiste invité)
- 2013 : Les pêcheurs, épisode 7 (comédien)
- 2014 : Les gars des vues (artiste invité)
- 2014: SNL Québec (artiste invité)
- 2015: Les pêcheurs, épisode 31  (comédien)

#### Pour Un gars, une fille
- 1997 -  2003 : Un gars, une fille (concepteur, auteur, script-éditeur, réalisateur-coordonnateur, comédien)
- 2003 : Un gars, une fille, et..., remontages en 28 épisodes (concepteur et réalisateur des remontages)
- 2003 : Un gars, une fille, une aventure, documentaire (producteur au contenu, comédien)
- 2004 : Un gars, une fille, et..., remontages en 28 épisodes (concepteur et réalisateur des remontages)

#### Avec Rock et Belles Oreilles
- 1985 : Moche Musique (auteur, concepteur, comédien)
- 1986 -  1989 Rock et Belles Oreilles (auteur, concepteur, comédien)
- 1987 : RBO Spécial victimes (auteur, concepteur, comédien)
- 1989 : RBO Pot-Pourri (auteur, concepteur, comédien)
- 1990 : RBO Bêtes de scène (auteur, concepteur, comédien)
- 1994 : RBO 100 % Cru (auteur, concepteur, comédien)
- 1994 - 1995: RBO Hebdo (auteur, concepteur, comédien)
- 1996 : RBO Série B (auteur, concepteur, comédien)
- 2006 : Bye Bye de RBO (2006)
- 2007 : Bye Bye de RBO (2007) (animateur et scripteur)

## Spectacles
- RBO - Tournée mondiale des Cégeps (1983-1984, auteur, concepteur et comédien)
- RBO - Animation des Lundis des Ha! Ha! (Club Soda, avril 1985, auteur, concepteur et comédien)
- RBO - The Spectacle (1985-87, auteur, concepteur et comédien)
- RBO - Bêtes de scène (1990-91, auteur, concepteur et comédien)
- Les Parlementeries (Théâtre Saint-Denis, février 97, metteur en scène, scripteur-éditeur, script et comédien)
- Le show de Noël du Boum Ding Band, (décembre 97, metteur en scène en collaboration avec Sylvain Ménard)
- Tournée avec les Porn Flakes (été 2007)
- Charité bien ordonnée... commence par nous tous (2008-2009-2010)-Coproducteur, animateur, chanteur
- La Fête nationale au Parc Maisonneuve (2009-2010-2011-2012-2013) -Animateur, chanteur, textes (en collaboration avec Sylvie Rémillard)
- Rock et belles oreilles - The Tounes (23 juillet 2014) à la place des Festivals du Quartier des spectacles de Montréal dans le cadre du Festival Juste pour rire.
- Rock et belles oreilles - The Tounes (10-11 juillet 2015 au Centre Bell et 19 septembre 2015 au Centre Vidéotron)

## Publicités
- Chiclets - avec RBO (campagne télé, 1986-87, auteur, concepteur et comédien)
- Pétro-Canada - avec RBO (campagne télé et radio, 1990-91, auteur, concepteur et comédien)
- Fédération des producteurs de lait du Québec - avec RBO (campagne radio, 1992, auteur, concepteur et comédien)
- Pages Jaunes - avec RBO (campagne télé, 1993-94, auteur, concepteur et comédien)
- La sécurité à vélo (campagne radio - 1996-97, comédien)
- Dunkin Donut (campagne télé - 1997, comédien)
- Ford (campagne télé - 1998/2002, porte-parole en collaboration avec Sylvie Léonard, concepteur, réalisateur en collaboration avec Sylvain Roy)
- Université du Québec à Montréal (campagne télé - 2005, porte-parole)
- Héma-Québec - (campagne radio et affichage, 2012, Porte-parole avec Julie Snyder)

## Producteur
- Lylatov (2000, disque du pianiste Alain Lefèvre, en collaboration avec Jacques K. Primeau)
- Les Chick'n Swell (2001 et 2002)
- RBO - The Documentaires (automne 2001))
- Les Denis Drolet (2002, disque du groupe Les Denis Drolet, en collaboration avec Jacques K. Primeau)
- Un gars, une fille, une aventure (Radio-Canada, 2003, producteur au contenu)
- Camping sauvage (2004, producteur exécutif en collaboration avec Tony Roman)

## Discographie
- Salut Joe! (Hommage à Joe Dassin) -Collectif (2006)

- Rock et Belles Oreilles :
  - La Cassette de farces (1983)
  - The Disque (1986) - disque d'or,
  - The Spectacle (1987),
  - Pourquoi chanter? (1989) - disque d'or,
  - Anthologie du plaisir (1990),
  - Le Gros Cru (1992),
  - Le Gros Cru 2 (1993),
  - The Tounes (2001),
  - The Sketches (2001),

## Vidéographie
- Rock et Belles Oreilles - THE DVD (1986-87)
- Rock et Belles Oreilles - THE VIDÉOCASSETTE (1986-87)
- Rock et Belles Oreilles - THE DVD (1988)
- Rock et Belles Oreilles - THE VIDÉOCASSETTE (1988)
- Rock et Belles Oreilles - THE DVD (1989-90)
- Rock et Belles Oreilles - THE VIDÉOCASSETTE 1989-90)
- Rock et Belles Oreilles - THE DVD (1994-95)
- Rock et Belles Oreilles - THE VIDÉOCASSETTE (1994-95)
- Rock et Belles Oreilles - Les Bye Bye RB0 (les années 2006 et 2007)

- Un gars, une fille - vol. 1 (émissions 1 à 9)
- Un gars, une fille - vol. 2 (émissions 10 à 18)
- Un gars, une fille - vol. 3 (émissions 19 à 27)
- Un gars, une fille - vol. 4 (émissions 28 à 36)
- Un gars, une fille - vol. 5 (émissions 37 à 43 + spécial 1G1F)
- Un gars, une fille - vol. 6 (émissions 44 à 52)
- Un gars, une fille - vol. 7 (émissions 53 à 61)
- Un gars, une fille - vol. 8 (émissions 62 à 70)
- Un gars, une fille - vol. 9 (émissions 71 à 79)
- Un gars, une fille - vol. 10 (émissions 80 à 88)
- Un gars, une fille - vol. 11 (émissions 89 à 97)
- Un gars, une fille - vol. 12 (émissions 98 à 106)
- Un gars, une fille - vol. 13 (émissions 107 à 115)
- Un gars, une fille - vol. 14 (émissions 116 à 124)
- Un gars, une fille - vol. 15 (émissions 125 à 130 + le documentaire)
- Un gars, Une fille - Volumes 1 à 6 (émissions 1 à 18, coffret 1, 1997)
- Un gars, Une fille - Volumes 1 à 6 (émissions 19 à 36, coffret 2, 1998)

- Camping sauvage (2005)
- Lucky Luke: Tous à l'Ouest (2007)
- L'Appât (2011)
- Un gars, une fille - recyclé (15e anniversaire, 2012)

## Vidéoclips
- Rock et Belles Oreilles :
  - Ça rend rap (1984)
  - Les Suppositoires de Satan (1985),
  - Le Feu sauvage de l'amour (1985),
  - Bonjour la police (1989),
  - Re Fe Le Me Le (1990),
  - Arrête de boire - Remix (1991),

## Émissions radio
- Rock et Belles Oreilles (CIBL-FM, 1981-83)
- Rock et Belles Oreilles (CKOI-FM, 1984-86)
- RBO (Groupe FM Radiomutuel, 1992-93)

## Récompenses

### Années 1980
1985
- Félix - Révélation de l'année - Rock et Belles Oreilles
- Premier prix, Marathon radiophonique du Festival de la radio FM de La Rochelle - Rock et Belles Oreilles

1986
- Félix - Vidéoclip de l'année - Rock et Belles Oreilles - Le feu sauvage de l'amour

1987
- Gémeaux Meilleur texte, émission ou série de comédies ou variétés : Rock et Belles Oreilles
- Gémeaux Meilleure série de comédie - Rock et Belles Oreilles
- Coq d'or - publicité : Meilleure campagne - Rock et Belles Oreilles -catégorie Produits manufacturés, Chicklets (Publicité Club)
- Coq d'or - publicité : Meilleure publicité télévisée - Rock et Belles Oreilles - catégorie Produits manufacturés, Chicklets (Publicité Club)
- Félix - Microsillon de l'année - humour - Rock et Belles Oreilles - The Disque
- Disque d'or - Rock et Belles Oreilles pour l'album The Disque
- Félix - Producteur de la série de variété télévisée de l'année - Spectel-Vidéo pour Rock et Belles Oreilles

1988
- Gémeaux Meilleure émission humoristique : Rock et Belles Oreilles
- Gémeaux Meilleur spécial de variétés : Rock et Belles Oreilles - La grande liquidation des fêtes
- Gémeaux Meilleur texte, émission ou série de comédie ou variétés :  Rock et Belles Oreilles pour Rock et Belles Oreilles - La grande liquidation des fêtes
- Gémeaux Meilleure interprétation, émission spéciale ou série de variétés ou des arts de la scène : Rock et Belles Oreilles pour Rock et Belles Oreilles - La grande liquidation des fêtes
- Félix - Microsillon de l'année - humour - Rock et Belles Oreilles - The Spectacle
- Félix - Producteur de la série de variété télévisée de l'année - Spectel-Vidéo pour Rock et Belles Oreilles
- Félix - Spécial variétés - Rock et Belles Oreilles - La grande liquidation des fêtes
- Canpro - Trophée d'excellence - Meilleure émission de télévision :

Rock et Belles Oreilles
1989
- Gémeaux Meilleure émission humoristique - Rock et Belles Oreilles
- Gémeaux Meilleur spécial de variétés : Rock et Belles Oreilles - La grande liquidation des fêtes 1988
- Gémeaux Meilleur texte, série humoristique ou de variétés ou spécial de variétés : Rock et Belles Oreilles pour Rock et Belles Oreilles- La grande liquidation des fêtes 1988.
- Gémeaux Meilleure interprétation, toutes catégories d'émissions de variétés, des arts de la scène ou d'humour : Rock et Belles Oreilles pour Rock et Belles Oreilles - La grande liquidation des fêtes 1988
- Félix - Meilleur émission humoristique - Rock et Belles Oreilles
- Disque d'or - Rock et Belles Oreilles - Pourquoi chanter?

### Années 1990
1990
- Félix - Meilleur disque d'humour : Rock et Belles Oreilles - Pourquoi chanter?
- Félix - Meilleur spectacle d'humour : Rock et Belles Oreilles - Bêtes de scène

1991
- Félix - Meilleure émission d'humour - Rock et Belles Oreilles - La grande liquidation des fêtes 1990
- Billet double platine - Spectacle Rock et Belles Oreilles - Bêtes de scène
- Coq d'or - publicité (1991) : Rock et Belles Oreilles : "Boris Becker", Catégorie Message radio, Campagne détaillant Pétro-Canada (Publicité Club)
- Coq d'argent - publicité (1991) - Rock et Belles Oreilles : "Expo-Pétro", Catégorie Message radio, Campagne détaillant Pétro-Canada (Publicité Club)

1992
- Mondial d'argent - publicité (1992) - Rock et Belles Oreilles pour la campagne publicitaire de Pétro-Canada à la radio.
- Mention honorable - publicité (1992) - Rock et Belles Oreilles pour la campagne publicitaire Le Lait

1997
- Gémeaux Meilleure émission humoristique : Surprise sur prise - Spécial Guy A. Lepage

1998
- Félix - Émission de télévision de l'année - catégorie humour - Un gars, une fille
- Gémeaux Meilleure série humoristique : Un gars, une fille
- Gémeaux Meilleure interprétation - spécial ou série humoristique : Un gars, une fille - Guy A. Lepage et Sylvie Léonard
- Gémeaux Meilleur texte spécial ou série humoristique: Un gars, une fille (avec Pascal Lavoie et als)
- Gémeaux Meilleure réalisation - spécial ou série humoristique pour Un gars, une fille (avec Sylvain Roy)

1999
- Félix - Meilleure émission de l'année - humour - Un gars, une fille
- Gémeaux Meilleure série humoristique : - Un gars, une fille
- Gémeaux Meilleure interprétation - spécial ou série humoristique : Un gars, une fille (avec Sylvie Léonard)
- Gémeaux Meilleur texte - spécial ou série humoristique : Un gars, une fille (avec Pascal Lavoie et als)
- Gémeaux Meilleure réalisation - spécial ou série humoristique : Un gars, une fille (avec Sylvain Roy)
- MetroStar - Artiste d'émission humour

### Années 2000
2000
- Félix de la meilleure émission de l'année - humour - Un gars, une fille
- Gémeaux de la Meilleure série humoristique : Un gars, une fille
- Gémeaux de la Meilleure interprétation - spécial ou série humoristique : Un gars, une fille (avec Sylvie Léonard)
- Gémeaux de Meilleur texte spécial ou série humoristique : Un gars, une fille (avec Pascal Lavoie et als)
- Gémeaux Meilleure réalisation - spécial ou série humoristique : Un gars, une fille (avec Sylvain Roy)
- Métrostar - artiste émission humour (2000)

Guy A. Lepage
2001
- DVD-VHS de Platine pour la vente de 150,000 exemplaires des 4 The DVD et/ou The VHS Rock et Belles Oreilles - Rock et Belles Oreilles
- Félix de la meilleure émission de l'année - humour - Un gars, une fille
- Gémeaux de la Meilleure comédie de situations : Un gars, une fille
- Gémeaux de Meilleur texte : comédie de situations pour Un gars, une fille (avec Pascal Lavoie et als)
- Gémeaux Meilleure réalisation - comédie de situations, spécial ou série humoristiqu : Un gars, une fille (avec Sylvain Roy)
- Vidéo de diamant pour plus de 100,000 coffrets vendus en France (février 2001) de la version française de Un gars, une fille

2002
- Félix de l'émission de télévision de l'année - 
Chanson Rock et Belles Oreilles - The Documentaire - The Musique

produite par Amérimage-Spectra
- Félix de l'émission de télévision de l'année - Humour Un gars, une fille - production Avanti Ciné-Vidéo
- Gémeaux de la meilleure comédie de situations (sitcom) - Un gars, une fille
- Gémeaux de la meilleure réalisation : comédie de situations - (avec Sylvain Roy) - Un gars, une fille
- Gémeaux de meilleur texte : comédie de situations - Guy A. Lepage, Pascal Lavoie, et als - Un gars, une fille
- Gémeaux de meilleure interprétation premier rôle : comédie de situations, spécial ou série humoristique - Un gars, une fille (avec Sylvie Léonard)
- Prix reconnaissance UQAM (2002) Lauréat - Faculté des lettres, langues et communications

Olivier exceptionnel pour l'ensemble de la carrière - Rock et Belles Oreilles
2003
- Gémeaux - grand prix de l'académie
- Gémeaux Immortel - meilleure comédie de situation : Un gars, une fille, production Avanti Ciné Vidéo
- Gémeaux Immortel - meilleure interprétation : Un gars, une fille (avec Sylvie Léonard)
- Gémeaux Immortel - meilleur texte : (avec Pascal Lavoie et als) pour Un gars, une fille
- Gémeaux Immortel - meilleure réalisation: (avec Sylvain Roy) pour Un gars, une fille
- Gémeaux Immortel - meilleure émission d'humour: Rock et Belles Oreilles
- Félix de l'émission de télévision de l'année - Humour - Un gars, une fille, production Avanti Ciné Vidéo
- MetroStar - Personnalité masculine de l'année (2003) : Guy A. Lepage

2004
- Nymphe d'or du meilleur format scénarisé au Festival de télévision de Monte-Carlo pour l'émission Live bugs de Un gars, une fille
- DVD Platine pour la vente de 50 000 unités de Un gars, une fille no.1,2,3,4 et 5
- GALA EXCELLENCE DE LA PRESSE - catégorie Arts, lettres et spectacles

2005
- Gémeaux - Meilleure série de variété ou talk-show pour Tout le monde en parle
- Gémeaux - Meilleure animation : variétés, jeu, humour, talk-show, télé-réalité : Guy A. Lepage - Tout le monde en parle
- MetroStar de l'animateur/Animatrice d'émissions de variétés/divertissements/magazines culturels et talk show pour Tout le monde en parle
- Jutra - Billet d'or pour le film Camping sauvage

2006
- Gémeaux - Prix du public : Tout le monde en parle
- Gémeaux - Meilleure série de variétés ou talk show : Tout le monde en parle
- Sir Peter Ustinov Comedy Award - Festival International de télévision de Banff : - Life Achievement
- Prix Artis de l'animateur/Animatrice d'émissions de variétés/divertissements/magazines culturels et talk show pour Tout le monde en parle
- DISQUE D'OR pour  Salut Joe ! Hommage à Joe Dassin (Collectif)
- Choix du consommateur - Homme de l'année

2007
- Félix - Émission de télévision de l'année - Humour - Bye Bye RBO 2006
- Gémeaux - Prix du public : Tout le monde en parle
- Gémeaux - Meilleure série de variétés ou talk-show pour Tout le monde en parle
- Gémeaux - Meilleure animation : variétés, jeu, humour, talk-show, télé-réalité pour Tout le monde en parle
- Gémeaux - Meilleur spécial humoristique : Le Bye Bye de RBO 2006
- Gémeaux - Meilleur texte : humour : André Ducharme, Bruno Landry, Guy A. Lepage, Yves Pelletier Le Bye Bye de RBO 2006
- Gémeaux - Meilleure interprétation : humour : André Ducharme, Bruno Landry, Guy A. Lepage, Yves Pelletier - Le Bye Bye de RBO 2006
- Astral Média - Personnalité marquante de la scène culturelle au Québec - Guy A. Lepage
- Olivier – Variété humoristique de l'année : Bye Bye RBO 2006

2008
- Félix - Émission de télévision de l'année - Humour : Bye Bye de RBO 2007
- Gémeaux - Prix du public : Tout le monde en parle
- Gémeaux - Meilleure émission ou série d'entrevues ou talk show : Tout le monde en parle
- Gémeaux - Meilleure animation : émission ou série d'entrevues ou talk show : Tout le monde en parle
- Gémeaux Immortel : Tout le monde en parle
- Gémeaux Immortel :  animation Tout le monde en parle
- Gémeaux - Meilleur spécial humoristique : Le Bye Bye de RBO 2007
- Gémeaux - Meilleur texte : humour : André Ducharme, Bruno Landry, Guy A. Lepage, Yves Pelletier - Le Bye Bye de RBO  2007
- Gémeaux - Meilleure interprétation - humour :

avec André Ducharme, Bruno Landry, Yves Pelletier pour Le Bye Bye de RBO  2007
- Olivier – Variété humoristique de l'année - Bye Bye RBO 2007

2009
- Gémeaux - Prix du public : Tout le monde en parle
- Gémeaux de la meilleure émission ou série d'entrevues ou talk show : Tout le monde en parle
- Gémeaux - Meilleure animation : émission ou série d'entrevues ou talk show
 : Tout le monde en parle
- Gémeaux - Meilleure série ou spécial de variétés ou des arts de la scène : Tout le monde en parle - Spéciale du 31 décembre
- Artis - meilleur animateur de magazines culturels et talk-shows
- Olivier – DVD d'humour : Les Bye-Bye de RBO - Rock et Belles Oreilles
- Victor – Prix hommage, Festival Juste pour Rire - Rock et Belles Oreilles

### Années 2010
2010
- Gémeaux - meilleure série ou spécial de variétés ou des arts de la scène : Tout le monde en parle - Spécial du 31 décembre
- Gémeaux - meilleure émission ou série d'entrevues ou talk show : Tout le monde en parle
- Artis - meilleur animateur de magazines culturels et talk-shows
- Rockie du meilleur programme de divertissements francophones pour Tout le monde en parle

2011
- Artis de l'animateur/animatrice de magazines culturels et talk shows
- Médaille d'honneur de l'Assemblée nationale (Québec) avec Rock et belles oreilles

2012
- Gémeaux - meilleure émission ou série d'entrevues ou talk show : Tout le monde en parle
- Gémeaux - Prix du public : Tout le monde en parle
- Artis - meilleur animateur de magazines culturels et talk-shows
- Artis - personnalité masculine de l'année
- Zapette d'or - C'est juste de la TV - Entrevue marquante de l'année avec Isabelle Gaston

2013
- Artis de l'animateur/animatrice de magazines culturels et talk shows

2014
- Meilleur format de fiction de l'histoire de la télévision internationale au MIPTV (The Wit) pour Un gars, une fille.
- Prix Victor Coup de cœur du Festival Juste pour rire pour le spectacle The Tounes : Rock et Belles Oreilles
- Gémeaux - Meilleure émission ou série d'entrevues ou talk-show: Tout le monde en parle

2015
- Gémeaux - Meilleure émission ou série d'entrevues ou talk-show: Tout le monde en parle

2016
- Zapette d'or de C'est juste de la TV -Entrevue captivante de l'année (Ingrid Falaise à Tout le monde en parle)